# Ukrajinští studitští mniši
Ukrajinští studitští mniši (latinsky Monachi e Regula Studitarum, zkráceně studité) jsou mniši Ukrajinské řeckokatolické církve, nepředstavující řád nebo kongregace ale jen následování tradičního kanonického mnišství. Jejich zkratkou je M.S.U.

## Historie
Žijí podle pravidel svatého Theodora Studijského. Studitská pravidla vznikala v Konstantinopoli postupně od 5. století. Na Kyjevskou Rus jej přinesl svatý Teodosius Pečerský. V 17. století byly všechny ukrajinské kláštery sjednoceny podle pravidel svatého Basila Velikého. Historie studitů po jejich obnovení sahá do začátku 20. století, kdy ukrajinský řeckokatolický metropolita Andrej Šeptyckyj inicioval obnovu východního mnišství v církvi. Na začátku 2. světové války se v klášterech nacházelo 196 mnichů. S příchodem komunismu byly kláštery zlikvidovány. V roce 1973 se jejich archimandritou stal Lubomyr Huzar - pozdější hlava řeckokatolické církve na Ukrajině a kardinál. V současnosti se na Ukrajině nachází 77 mnichů.
Den studitů se skládá z 8 hodin modlitby, 8 hodin práce a 8 hodin odpočinku.
Stupně mnišského života studitů jsou kandidát, poslušník, archarij, rjasofor, schminik (rozlišuje se malá a velká schima).
Jejich ženskou větví jsou studitky.